# لوزنو (استان کیوستندیل)
لوزنو (به بلغاری: Lozno) یک منطقهٔ مسکونی در بلغارستان است که در شهرستان کیوستندیل واقع شده‌است.